# Kruishout

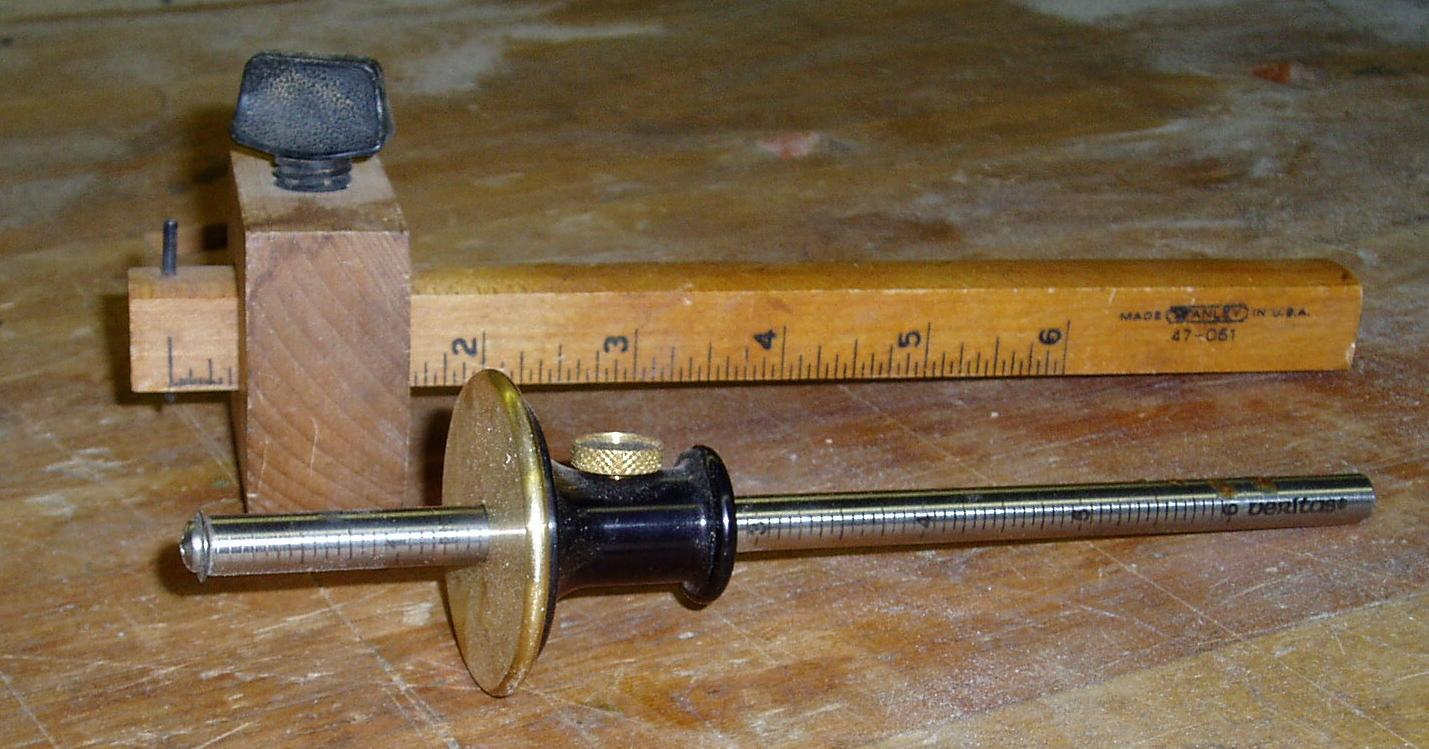
Enkelkruishout en een enkelkrasblok

Een kruishout of krasblok is een stuk handgereedschap of timmermansgereedschap waarmee een lijn evenwijdig aan de kant van het materiaal (meestal bij houtbewerking) gekrast kan worden. Bijvoorbeeld om de diepte van kepen aan te geven of om pennen en gaten op het materiaal af te tekenen. De houten uitvoering heet een kruishouten, metalen uitvoering, een krasblok of een kruisstal.
Het kruishout of krasblok bestaat uit een blok, met daarin een opening. In deze opening loopt een been, dat traploos kan worden versteld en kan worden vastgeklemd in het blok (met een schroef of met een wig). In het einde van dit been zit een kleine scherpe stalen pin. 
Kruishouten kunnen in elke gewenste houtsoort gemaakt worden. De goedkope zijn veelal van beukenhout gemaakt. Een kruishout met één been wordt een enkelkruishout genoemd.

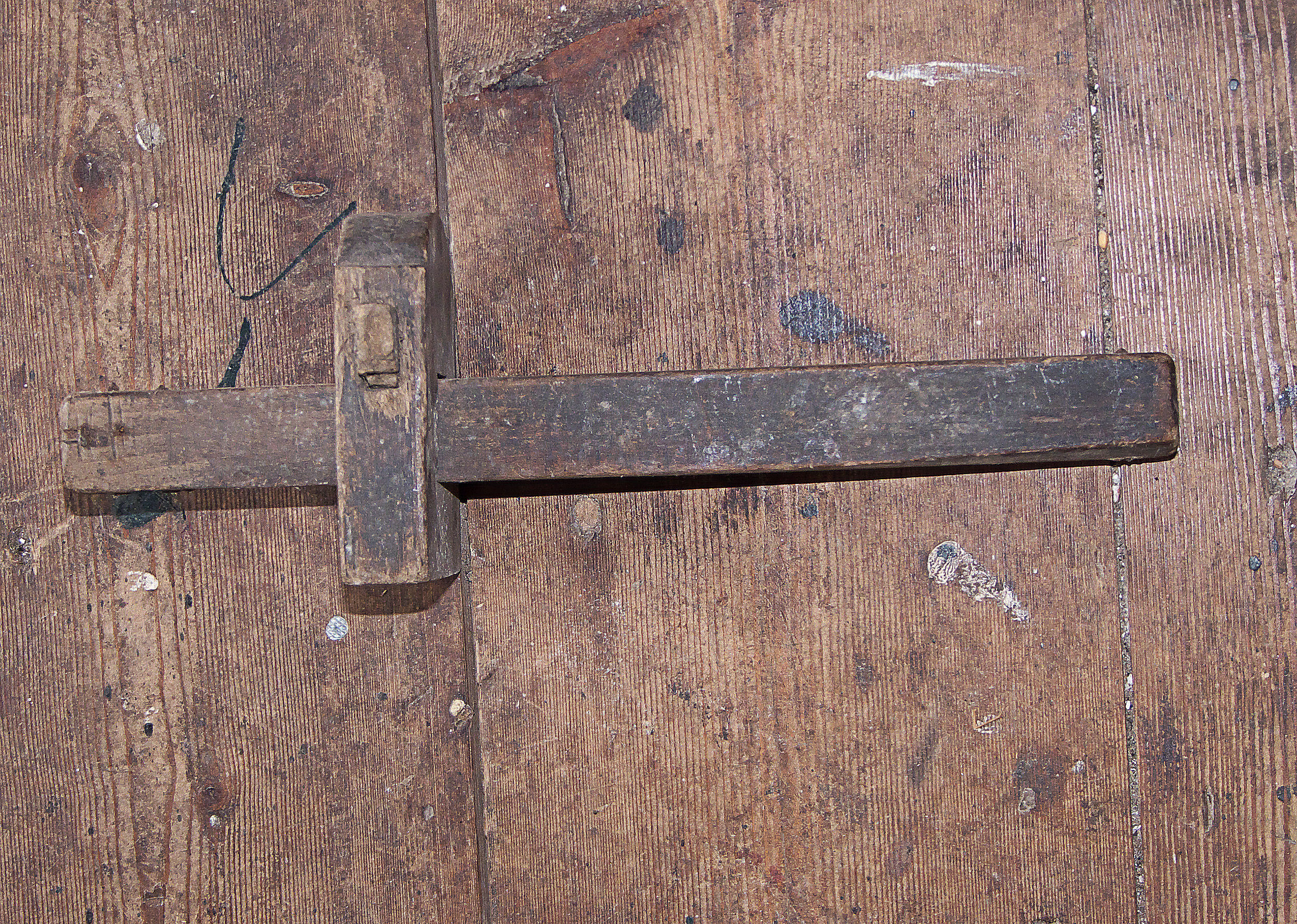
Enkelkruishout met wig

Een dubbelkruishout heeft twee verstelbare benen met elk zijn eigen kraspen. Hiermee kan in een keer twee evenwijdige lijnen worden getrokken. 
Beide vormen zijn er ook in staal. Deze krasblokken zijn veel minder aan slijtage onderhevig. De enkelbenige uitvoering in metaal heet een enkelkrasblok, de tweebenige een dubbelkrasblok. 

## Relikwie
Onder kruishout wordt ook wel een relikwie verstaan: hout dat afkomstig zou zijn van het kruis waaraan Jezus Christus stierf. Zie hiervoor: Relikwieën van het Heilige Kruis